# كلية اللغة العربية جامعة الأزهر بالقاهرة
كلية اللغة العربية جامعة الأزهر بالقاهرة هي إحدي كليات جامعة الأزهر، بدأت الدراسة بها عام 1933، وإحدى الدعامات الثلاث التي قامت عليها جامعة الأزهر الشريف منذ بدأت الدراسة فيها في الثاني من ذي الحجة 1351هـ الموافق 28/3/1933م. وهى كليات اللغة العربية وكليات الشريعة وكليات أصول الدين، وقد اختصت كليات الشريعة بالفقه الإسلامي وعلومه، وكليات أصول الدين بالعقيدة وبالقرآن والسنة وعلومهما، واختصت كليات اللغة العربية بعلوم اللغة وآدابها وتوفرت على العناية بلغة القرآن الكريم درسًا وبحثًا وتمحيصًا، والمحافظة عليها لتظل الإداة الصحيحة القرآن والسنة، وعنيت كذلك بتخريج المعلمين القادرين على النهوض بتدريس اللغة العربية في المعاهد الأزهرية والمدارس الإعدادية والثانوية، وإعداد الباحثين القادرين على التصدي لمشكلات العربية وبحثها بحثًا علميًا بناءا، المشاركة في تزويد الدعوة الإسلامية بحاجتها من الدعاة والخطباء.

## التاريخ
في البداية كانت تدرس العلوم العربية وآدابها في الحلقات الدراسية حول أعمدة جامع الأزهر وفي أروقته المختلفة كالشأن في علوم الشريعة وأصول الدين والتاريخ والمنطق والفلسفة والفلك والطب وغيرها من المعارف الإنسانية والطبيعية والبيئية. فكانت الأعمدة جامعة لكل العلوم والآداب. ثم شكلت لجنة لوضع قوانين نشأة كلية اللغة العربية عام 1927م مكونة من السادة العلماء: عبد الفتاح صبري، محمد بهي الدين بركات، أحمد هارون، محمد عاشور، محمد خالد حسنين بك، يرأسها الإمام الأكبر الشيخ محمد مصطفى المراغي وأصدرت قانونها الجديد في18/10/1928م، ثم حث كثير من العلماء المسئولين على الافتتاح ومنهم الإمام الأكبر الشيخ حسونة النواوي، والإمام الشيخ محمد عبده والإمام الأكبر الشيخ محمد مصطفى المراغي والأمام الأكبر محمد الأحمدي الظواهري. ثم في عهد الإمام الأكبر محمد الأحمدي الظواهري شيخ الأزهر، صدر القرار الملكي بالافتتاح للكليات الثلاثة: اللغة العربية وأصول الدين والشريعة في عام 1930م.
استقبل الإمام الأكبر الشيخ محمد مصطفى المراغي شيخ الأزهر والشيخ إبراهيم حمروش أول شيخ لكلية اللغة العربية الملك فؤاد الأول ملك مصر؛ ليفتتح الكليات الثلاث رسميًا، ومعهم مجموعة من العلماء وكبار الضيوف والمسئولين، في يومي: الثلاثاء والأربعاء، الثاني والثالث من ذي القعدة عام 1351هـ الموافق الثامن والعشرين والتاسع والعشرين من مارس عام 1933م.
لاحقا أقيمت الدراسة في كلية اللغة العربية بالقاهرة في مبناها بحي (البراموني)، ثم انتقلت إلي حي الأزهر الشريف في مبناها الحالي بالدراسة، وكان أشرف على البناء مهندس إيطالي، ثم خصصت لها جامعة الأزهر مكانًا بالجامعة في مدينة نصر مازال شاغرًا حتى الآن .

## رؤية الكلية
تتطلع الكلية إلى أن تكون الرائدة على المستوى القومي في الحفاظ على تراث الأمة ونشر لغة القرآن، وتطوير البحث العلمي بما يواكب الاتجاهات الحديثة ويحافظ على خصوصية جامعة الأزهر.

## رسالة الكلية
تتميز كلية اللغة العربية بكونها أقدم كلية في عالمنا العربي والإسلامي تحمل هذا الاسم، وتخرِّج المتخصصين في علوم اللغة العربية وآدابها من المؤهلين معرفيًا ومهاريًا لتلبية احتياجات المجتمع المحلي والدولي في تدريس اللغة العربية، واستقطاب الطلاب الوافدين من العالم الإسلامي، وإمدادهم بالمعارف التي تمكنهم من فهم حقيقة الإسلام. وتقوم الكلية بدور رائد في إحياء تراثنا العربي وتحقيقه ونشره، وتعزيز دور اللغة العربية في تقوية الشعور القومي ودعم وحدة الأمة، وتنمية الوعي بتاريخها وحضارتها، والإسهام في حركة التنوير من خلال برنامج إعلامي متكامل، والاتساع بمجالات البحث العلمي بما يحقق الانفتاح على الفكر الإنساني والآداب العالمية.
- المناهج والمقررات الدراسية التي تقوم بتغطية فروع العلم والمعرفة ذات الصلة بعلوم اللغة، والتي جدت أخيرًا
- الأقسام والشعب الدراسية، فقد نشأ بها معهد اللغات والترجمة ، واستمرت رعاية كلية اللغة العربية له حتى أصبح الآن كلية مستقلة هي: كلية اللغات والترجمة .
- كما أنشئت شعبة التاريخ والحضارة بهذه الكلية منذ صدور قانون تطوير الأزهر عام 1961م لدراسة فروع علوم التاريخ والحضارة وكذلك أنشئت شعبة الصحافة والإعلام فأصبح بها شعب ثلاث بجانب قسم التاريخ والحضارة والشعبة العامة وهذه الشعب الثلاثة تقوم فيها الدراسة الجامعية في السنوات الأربع من أجل الحصول على درجة الإجازة العالية (الليسانس) ثم تنعقد في كل منها الدراسات العليا لمرحلتي التخصص (الماجستير)، والعالمية (الدكتوراه).

## وصلات خارجية
الموقع الرسمي